# Pieve di Val d'Intelvi
La Valle Intelvi fu per secoli una ripartizione della provincia di Como e della diocesi di Como basata sull'omonima valle.

## La pieve

### Pieve religiosa
La pieve, la cui sede è stabilmente documentata presso la località Montronio di Castiglione, è tuttavia passata alla storia con la denominazione di pieve d'Intelvi. Già nel 1295 è infatti documentata come plebe de Intellavo, retta da un arciprete coadiuvato da un collegio di sette canonici. Questa denominazione particolare lascia supporre un cambio della sede plebana, che probabilmente in origine era collocata in un altro luogo della Valle.

### Pieve civile
Da un punto di vista civile, la suddivisione amministrativa della pieve fu razionalizzata dall'imperatrice Maria Teresa che riconobbe 10 comuni, dopo aver staccato i comuni della cosiddetta Mezzena che furono spostati nella pieve d'Isola:
- Castiglione, capoluogo
- Blessagno
- Laino
- Lanzo
- Pellio, con due parrocchie
- Ponna, con due parrocchie
- Ramponio
- San Fedele
- Scaria
- Verna.

Gli antichi comuni della Mezzena, che non furono mai infeudati, erano:
- Argegno
- Casasco
- Cerano
- Dizzasco, con due parrocchie
- Pigra
- Schignano.